# نیرنگ یا درمان
نیرنگ یا درمان؟ پزشکی جایگزین در دادگاه (انگلیسی: Trick or Treatment? Alternative Medicine on Trial) نام کتابی در مورد پزشکی جایگزین است که در سال ۲۰۰۸ توسط سیمون سینگ و ادزارد ارنست نوشته شده است.